# Понте Есе (Арецо)
Понте Есе је насеље у Италији у округу Арецо, региону Тоскана.
Према процени из 2011. у насељу је живело 231 становника. Насеље се налази на надморској висини од 264 м.